# ایم هیون شیک
ایم هیون شیک (به کره‌ای: 임현식)، (به انگلیسی: Im Hyun-Sik) (زاده ۳۱ دسامبر ۱۹۴۵) بازیگر کره جنوبی است. او در مجموعه تلویزیونی جواهری در قصر با بازی در نقش کنگ داگو شناخته شد. او در سریال‌های افسانه جومونگ، تاجر پوسان، دو دوست و ایسان و سرنوشت یک مبارز نیز ایفای نقش کرده است. ایم هیون شیک دارای مدرک دکترای افتخاری TCM از دانشگاه کیونگ هی و گروه تئاتر از دانشگاه هانیانگ است. او متأهل است و سه دختر دارد و پیرو مذهب کاتولیک است

## سریال‌ها
- اولین متولد (۲۰۱۳) (JTBC)
- تاریخچه مرد سالاری (۲۰۱۲) (SBS)
- اگر فردا بیاید (۲۰۱۲) (SBS)
- سرنوشت یک مبارز (۲۰۱۱) (MBC)
- دو دوست (۲۰۱۱) (MBC)
- گل کدوی خالص (۲۰۱۰) (SBS)
- دوست‌دختر من یک گومیهو است (۲۰۱۰) (SBS)
- من افسانه هستم (۲۰۱۰) (SBS)
- گل کدوی خالص (۲۰۱۰) (SBS)
- د-مول (۲۰۱۰) (SBS)
- خالق سرنوشت (۲۰۰۹) (MBC)
- هرکسی می تونه عاشق باشه؟ (۲۰۰۹) (MBC)
- تازا (۲۰۰۸) (SBS)
- رویدادهای مبارک چون جا (۲۰۰۸)(MBC)
- مخالفان قدرتمند (۲۰۰۸) (KBS2)
- زندگی مخصوص تیم ویژه (۲۰۰۸) (MBC)
- ایسان (۲۰۰۷) (MBC)
- زن بی گناه (۲۰۰۷) (KBS2)
- افسانه هیانگ دان (۲۰۰۷) (MBC)
- بازگشت شیم چونگ (۲۰۰۷) (KBS2)
- مون هی (۲۰۰۷) (MBC)
- پیشنهاد صد و یکم (۲۰۰۶) (SBS)
- افسانه جومونگ (۲۰۰۶) (MBC)
- خانواده بد (۲۰۰۶) (SBS)
- لی دو یونگ فراری (۲۰۰۶) (KBS2)
- افسانه سودانگ (۲۰۰۵) (SBS)
- سرود در ستایش عشق (۲۰۰۵) (MBC)
- لبخند روز بهاری (۲۰۰۵)(MBC)
- دوشیزه دیاری پیر (۲۰۰۴) (KBS2)
- سن قهرمانانه (۲۰۰۴) (MBC)
- سریال کره‌ای زنان کوچک (۲۰۰۴) (SBS)
- کاسه سگی (۲۰۰۴)(SBS)
- بهار کویر (۲۰۰۳) (MBC)
- جواهری در قصر (۲۰۰۳) (MBC)
- بانوی زیبای من (۲۰۰۳) (SBS)
- بونی (۲۰۰۳) (KBS1)
- همیشه عشق (۲۰۰۳)(MBC)
- همه داخل (۲۰۰۳) (SBS)
- مانگ بزرگ (۲۰۰۲) (SBS)
- تابش آفتاب (۲۰۰۲) (MBC)
- هرکسی می تونه با شما باشه (۲۰۰۱) (MBC)
- خرس شیرین (۲۰۰۱) (MBC)
- تاجر پوسان (۲۰۰۱) (MBC)
- تازه‌کار (۲۰۰۰) (SBS)
- بسیار خب، بسیار خب (۲۰۰۰) (SBS)
- هور جون (۱۹۹۹) (MBC)
- خورشید تابان، ماه تابان (۱۹۹۹) (KBS1)
- ملکه (۱۹۹۹) (SBS)
- جنگ قبلی (۱۹۹۹) (MBC)
- هفت تازه عروس (۱۹۹۸) (SBS)
- هنگامیکه او اشاره کرد (۱۹۹۷) (KBS2)
- سریال کره‌ای سیندرلا (۱۹۹۷) (MBC)
- سریال کره‌ای زنان (۱۹۹۷)
- ساعت شنی (۱۹۹۵)

## فیلم‌ها
- بعد از مدرسه می بینمت (۲۰۰۶)
- امتحان پادشاه (۲۰۰۵)
- وحشی (۲۰۰۴)

## مشخصات کلی
زادروز:۳۱ /دسامبر /۱۹۴۵ (۱۰ /دی /۱۳۲۴)
قد: ۱۶۹ سانتیمتر (۵ فوت ۷ اینچ)
گروه خونی:A
تخصص: بازی‌های ویولن
خانواده: همسر و ۳ دختر
دین: مسیحی (کاتولیک)